# Terry Kubicka
Terry Paul Kubicka (* 3. April 1956 in Long Beach, Kalifornien) ist ein ehemaliger US-amerikanischer Eiskunstläufer, der im Einzellauf startete.
Kubicka wurde 1974 und 1975 Vize-Meister und 1976 Meister bei den US-amerikanischen Meisterschaften. Von 1974 bis 1976 nahm er an Weltmeisterschaften teil. Sein bestes Ergebnis erzielte er bei seiner letzten Weltmeisterschaft mit dem sechsten Platz. Bei den Olympischen Spielen 1976 in Innsbruck wurde er Siebter. Dabei wurde er der erste und einzige Eiskunstläufer, der im Kürprogramm einen Rückwärtssalto zeigte, als er noch erlaubt war, kurz danach wurde er verboten.
Kubicka ist technischer Spezialist bei der ISU.

## Ergebnisse
| Wettbewerb / Jahr                | 1974 | 1975 | 1976 |
| -------------------------------- | ---- | ---- | ---- |
| Olympische Winterspiele          |      |      | 7.   |
| Weltmeisterschaften              | 12.  | 7.   | 6.   |
| US-amerikanische Meisterschaften | 2.   | 2.   | 1.   |